# Typ 5 45-mm-Panzerfaust
Die Typ 5 45-mm-Panzerfaust (jap. 試製五式四十五粍簡易無反動砲 Shisei go-shiki shijūgo-miri kan'i muhandōhō, dt. „Experimentelle Typ 5 45 mm einfache, rückstoßfreie Feuerwaffe“), auch Experimentelle Typ 5 45-mm-Panzerfaust, war eine japanische reaktive Panzerbüchse. Die Bezeichnung Typ 5 bezieht sich auf das Jahr der Einführung innerhalb des japanischen kalendarischen Schemas im Jahre 2605 – im gregorianischen Kalender das Jahr 1945.

## Geschichte
Im Laufe des Pazifikkrieges sah sich das Kaiserlich Japanische Heer immer öfter der Situation ausgesetzt, gegen gegnerische Panzer keine wirksame Panzerabwehr zu besitzen. Die Typ 1 37-mm- und Typ 1 47-mm-Panzerabwehrkanonen erwiesen sich zwar unter günstigen Bedingungen als wirksam gegen leichte Panzer wie den M3 Stuart, waren jedoch gegen stärkere Modelle wie den M4 Sherman fast machtlos. Auf der Suche nach Alternativen wurde bereits 1939 die Typ 99 Haftmine als Bekämpfungsmittel gegen Panzer und Fahrzeuge eingeführt. Da die Kaiserlich Japanische Marine bei Rüstungsprojekten und der Ressourcenvergabe Vorrang hatte, war das Heer gezwungen, auf bereits existierende Panzerabwehrmittel zurückzugreifen. Erst 1944, in Anbetracht der erfolgreichen alliierten Offensiven, sah sich die Armeeführung gezwungen, schnellstens stärkere Panzerbekämpfungsmittel der Infanterie zur Verfügung zu stellen. Ende 1944 wurde die Typ 4 7-cm-Panzerabwehrbüchse erprobt, die zwar eine gute Durchschlagskraft hatte, aber von zwei Mann bedient werden musste und bis zu zwölf Kilogramm schwer war.
Anfang 1945, in Antizipation einer alliierten Landung auf den japanischen Mutterinseln, sah sich die Heeresführung nach einer leichteren und kostengünstigeren Panzerabwehrlösung um. Es wurde die Typ 5 45-mm-Panzerfaust entwickelt, die in Sachen Reichweite und Durchschlagskraft etwa der deutschen Panzerfaust 30 ähnelte. Die Produktion der Typ 5 begann Anfang August 1945.

## Technik
Die Typ 5 bestand aus einem 600 mm langen, 53 mm dicken Stahlrohr, das einen Innendurchmesser von 45 mm hatte. An einem Ende des Stahlrohres befand sich die Abzugsvorrichtung. Direkt vor dieser konnte ein ca. 10 cm kurzes Rohr gesteckt werden, das eine Art Pistolengriff trug. An dessen Ende konnte das konische Hinterteil gesteckt werden, aus dem der Feuerstrahl der Treibladung austrat. Eine an der Vorderseite in das Rohr geschobene 700 mm lange Stange enthielt die Treibladung für die Hohlladung, die in einem 80 mm Durchmesser messenden Zylinder (Länge ca. 15 cm) steckte. Ausgelöst wurde die Treibladung durch eine modifizierte 7,7-mm-Patrone, die 1 g rauchloses Schwarzpulver enthielt und die Treibladung von 100 g auslöste. Um die Typ 5 abzufeuern, wurde der Schlagbolzen des Abzugs manuell gespannt, die Sicherung gelöst und der Abzug betätigt. Das Geschoss hatte eine maximale Mündungsgeschwindigkeit von 40 m/s. Die effektive Reichweite betrug ca. 30 m (5° Abschusswinkel) und konnte bis zu 100 mm Panzerung durchschlagen. Mit einem Abschusswinkel von 45° konnte eine maximale Reichweite von ca. 150 m erreicht werden, wobei die Treffergenauigkeit drastisch sank. Geladen wog die Typ 5 8,7 kg und konnte von einem Mann bedient werden.

## Technische Daten
- Kaliber: 45 mm
- Rohrlänge: 600 mm
- Länge mit Gefechtskopf: 1000 mm
- Gewicht: 6,4 kg
- Geschossgewicht: 2,3 kg
- Mündungsgeschwindigkeit V0 = 40 m/s
- Effektive Reichweite: 30 m
- Höchstschussweite: 150 m
- Durchschlagskraft: 100 mm